# 渡辺りえこ
渡辺 りえこ（わたなべ りえこ）は、サインシンガーソングライター（歌とともに手話で音楽を表現）。元お天気キャスター。兵庫県神戸市出身。
両親ともに耳が不自由なため、生まれながらにして手話に親しむコーダ。言葉の1つとして手話を得、現在サインシンガーソングライター（歌とともに手話で音楽を表現）として活動中。

## 来歴
兵庫県神戸市にて生まれる。両親ともに耳が不自由であったため、生まれながらにして生活に欠かせない言語として手話を覚える。
1995年　阪神・淡路大震災で被災中に耳の不自由な両親を支える姿が産経新聞一面で報道され、その後TBSテレビ、朝日放送テレビなどでテレビ出演。
1996年　福祉映画「ボンバーマン 勇気をありがとう 私が耳になる」の主人公として描かれる。
2000年　路上ライブで活動中、オファーにより神戸大学厳夜祭に出演。
2003年　カラオケ ビッグエコーで「エースをねらえ!」主題歌オーディションを受け、大阪代表。web上での人気投票1位を獲得。
2005年　震災10年を祈念し、産経新聞一面に掲載。手話ライブを開始する。同年、お天気キャスターオーディションに合格し、テレビ出演等でも活動。
2006年　日本コロムビアよりシングル「目標」でメジャー・デビュー。SHOP99の企業イメージキャラクターに起用される。
2007年　横浜エフエム放送「頑張れって言わないで」レギュラーラジオ番組DJに起用。music.jpから日本初の手話動画着うたムービーを配信。NPO法人“音の羽”のオファーにより自作オリジナル曲「幸せに輝くように」が販売記念着うたで配信され、5000ダウンロードを達成。NECの第3世代携帯を使った試験サービスの音楽ビデオに「幸せに輝くように」が採用される。5000ダウンロードを達成し、NECが一回あたり10円を財団法人全日本聾唖連盟に寄付。NHK「ハートをつなごう」にて30分間の独占ドキュメンタリー番組に出演。NHK障害福祉小説大賞優勝賞受賞。
2008年　「Earthday Tokyo 2008」の手話通訳を担当。Earthday Tokyo 公式HPより配信された無料動画ムービーが1万ダウンロードを達成。同年ホールライブを各所で開催。
2009年1月　Stickam JAPAN!にて「りえこのNANAME41」メインパーソナリティを務める。5月に番組名を「りえこのSignTV」に変更、放送を再開。毎週様々なゲストを招き、日本初の手話バラエティー番組として放送。7月22日屋久島にて皆既日食をライブ配信。

## ディスコグラフィー
- 幸せに輝くように